# تامي بالدوين
تامي سوزان غرين بالدوين (بالإنجليزية: Tammy Baldwin)‏ (وُلدت في 11 فبراير 1962) هي سياسية أمريكية من ولاية ويسكونسن تعمل عضوًا في مجلس الشيوخ الأمريكي منذ عام 2013. لديها عضوية انتساب في الحزب الديمقراطي، وعملت على مدى ثلاث دورات في جمعية ولاية ويسكونسن ممثلة عن المقاطعة 78، ومثلت منذ عام 1999 وحتى 2013 مقاطعة ويسكونسن الثانية في مجلس نواب الولايات المتحدة.
كان لبالدوين السبق التاريخي في أكثر من جانب، إذ تعد أول امرأة مثلية تمتلك سجلًا انتخابيًا حافلًا. أصبحت أول امرأة مثلية الجنس تُنتخب لعضوية مجلس الكونغرس، فضلًا عن كونها أول امرأة تُمثل ولاية ويسكونسن في الكونغرس.
في عام 2012، أصبحت بالدوين أول امرأة وأول شخص يمثل مجتمع المثليين والمتحولين جنسيًا في مجلس الشيوخ الأمريكي. هزمت خصمها المرشح الجمهوري محافظ ولاية ويسكونسن السابق تومي تومسون في انتخابات عام 2012 لمجلس الشيوخ في هذه الولاية. أُعيد انتخابها في عام 2018 وتفوقت على المرشح الجمهوري ليه فوكمير لتصبح أول شخص من مجتمع المثليين والمتحولين جنسيًا يفوز بدورة ثانية في مجلس الشيوخ.

## نشأتها، وتعليمها، وبداية مسيرتها السياسية
وُلدت بالدوين وترعرعت في ماديسون، ويسكونسن. توفيت والدتها في عام 2017، وكانت تمر بإجراءات الطلاق عند ولادة بالدوين. كبرت بالدوين مع جديها وكانت تقضي أيام السبت مع والدتها التي كانت تعاني مرضًا عقليًا وإدمان عقاقير الأفيون. كان جدها والد أمها، ديفيد إي. غرين، عالمًا في الكيمياء الحيوية يهوديًا (ابن لعائلة مهاجرة من أصل روسي وألماني)، وكانت جدتها أنغليكانية إنجليزية الأصل. بالإضافة إلى ذلك، عمتها روينا غرين ماثيوز عالمة في الكيمياء الحيوية. تُعد بالدوين ابنة العم الثالثة للكوميدي أندي سامبيرج، عبر جدها من والدتها.
في عام 1980، تخرجت بالدوين في مدرسة ماديسون ويست الثانوية وحصلت على أفضل تقدير في صفها. حصلت على شهادة البكالوريوس من كلية سميث في عام 1984 ثم على شهادة الدكتوراه في القانون من كلية الحقوق في جامعة ويسكونسن في عام 1989. كانت بالدوين محامية في مكتب خاص منذ عام 1989 وحتى عام 1992.
في عام 1986، انتخبت بالدوين لأول عندما في عمر 24، حين انتُخبت لعضوية إدارة مجلس مقاطعة دان وشغلت المنصب حتى عام 1994. فضلًا عن عملها لمدة عام في مجلس مدينة ماديسون لسد المكان الشاغر في المقاطعة التي تقع في حاشية المدينة.

## مجلس نواب ولاية ويسكونسن (1993-1999)

### الانتخابات
في عام 1992، رُشحت بالدوين في مجلس مقاطعة ويسكونسن لتمثل مقاطعة 78. حصلت على أعلى نسبة من الأصوات بلغت 43% في الانتخابات التمهيدية الديمقراطية. فازت بعد ذلك على ماري كي بوم (مرشح عن حزب الزراعة والعمال) وباتريشيا هيفنور (مرشح عن الحزب الجمهوري) بنسبة أصوات 59%- 23%- 17% على التوالي. كانت بالدوين واحدة من أصل ستة مرشحين سياسيين مثليي الجنس بشكل علني على صعيد البلاد التي فازت بالانتخابات العامة في عام 1992. في عام 1994، حصلت بالدوين على نسبة 76% من الأصوات لتفوز في الدورة الثانية. في عام 1996، انتُخبت من جديد في الدورة الثالثة لتفوز بنسبة 71% من الأصوات.

### المنصب
كانت بالدوين أول امرأة مثلية الجنس تُظهر ميولها على العلن بصفتها عضوًا في جمعية ولاية ويسكونسون. كانت أيضًا واحدة من السياسيين المثليين القليلين في البلاد في ذلك الوقت. صرحت في عام 1993 بأنها أُصيبت بخيبة بسبب مساندة الرئيس بيل كلنتون الجيشَ ملتزمًا بسياسة (لا تسأل ولا تقل). في عام 1994 اقترحت في ولاية ويسكونسن تقنين زواج المثليّين. في عام 1995 قدمت اقتراحًا بالسماح للزوجين المثليين بالسكن المشترك في ولاية ويسكونسن.
تعارض بالدوين تطبيق عقوبة الإعدام في ولاية ويسكونسن.

### مسؤولية عضو اللجنة
- لجنة العدالة الجنائية[30]
- لجنة التعليم (رئيس اللجنة)[31]

## مجلس النواب الأمريكي (1999- 2013)

### الانتخابات

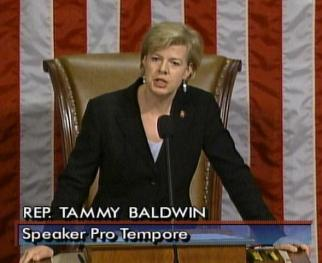
تترأس بالدوين مجلس النواب الأمريكي خلال عملها رئيسةً مؤقتةً للمجلس

في عام 1998، أعلن المسؤول عن المنطقة الثانية، مقرها مدينة مادسون، سكوت كلوج في الكونغرس عن نيته في الاعتزال، وحث بالدوين على الترشيح لتحصل على مقعد. كسبت بالدوين الانتخابات التمهيدية بنسبة 37% من الأصوات. فازت بالانتخابات العامة على المرشح الجمهوري جوزفين موسر بنسبة 53%-47% من الأصوات.
أصبحت بالدوين أول امرأة تُنتخب للكونغرس من ولاية ويسكونسن. بالإضافة إلى كونها أول امرأة مثلية الجنس تُنتخب لمجلس النواب الأمريكي والكونغرس.
أُعيد انتخاب بالدوين في الدورة الثانية لعام 2000، وفازت على المرشح جون شاربلس بنسبة أصوات 51%- 49%، بفارق 8.902 بنسبة الأصوات. خسرت بالدوين ثماني مقاطعات من أصل تسع في الإقليم لكنها حصلت على الأكبر، مقاطعة دان التي حصدت منها 55% من الأصوات.
بعد التعداد السكاني لعام 2000، أصبحت المقاطعة الثانية ديمقراطيةً أكثر من خلال زيادة عدد المقاعد في مجلس المقاطعة. أُعيد انتخاب بالدوين في الدورة الثالثة بعد إعادة تخطيط المقاطعة الثانية، وحصلت على 66% من الأصوات وفازت على المرشح رون غرير. فازت عام 2004 على ديف ماغنم بنسبة 63%- 37%. فازت عام 2008 على بيتر ثرون بنسبة 69%- 37% من الأصوات، وفي عام 2010 فازت في الدورة السابعة بحصولها على 62% من الأصوات ضد جاد لي.

### مهام اللجنة
- لجنة فرعية مسؤولة عن البيئة والنظام الاقتصادي.
- لجنة فرعية مسؤولة عن الصحة.

## مجلس الشيوخ الأمريكي (منذ عام 2013 وحتى الوقت الحاضر)

### انتخابات عام 2012

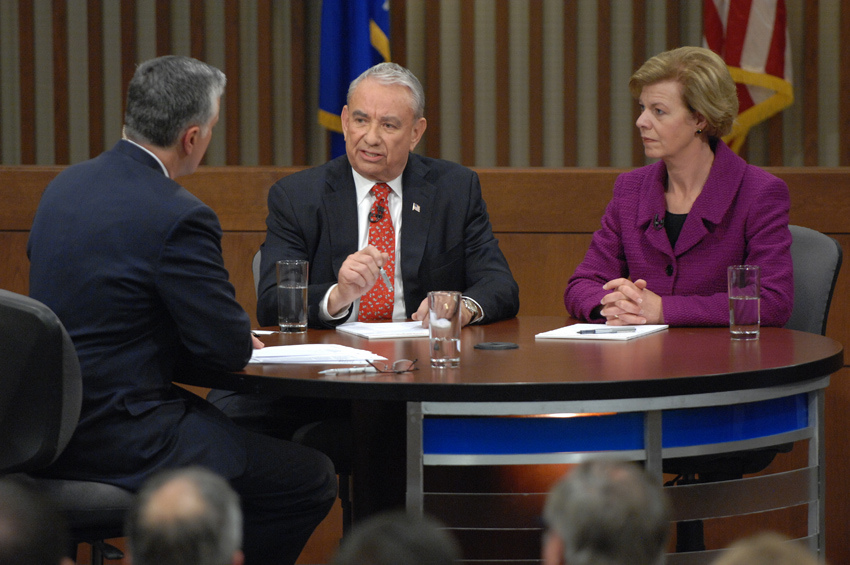
مناظرة بالدوين وتومبسون خلال انتخابات عام 2012.

خاضت بالدوين الانتخابات بصفتها مرشحة ديمقراطية ضد المرشح الجمهوري تومي تومبسون الذي كان محافظًا ووزيرًا للصحة والخدمات الإنسانية سابقًا. أعلنت ترشحها في السادس من سبتمبر من عام 2011، عن طريق إرسالها فيديو لمؤيديها عبر البريد الإلكتروني. ترشحت للانتخابات التمهيدية وتحدثت خلال المؤتمر الوطني الديمقراطي عن سياسة دفع الضرائب وحملة إصلاح الموارد المائية والمساواة في الولايات المتحدة.
أيدت بالدوين ديمقراطية أمريكا من قَبل واستلمت تمويل الحملة الانتخابية من قبل قائمة إيميلي، وصندوق منظمة الداعمين للمثلين والمثليات، ومنظمة إل بّي إيه سي الداعمة للمثلين. دعمَ مجلس تحرير صحيفة ذا كابيتال تايمز ترشيح بالدوين، فكتب «إن إفكار بالدوين الجديدة التي تراوحت بين خلق فرص عمل أكبر، والاهتمام بالرعاية الصحية، وعملها الموثق من خلال السجلات مع الصفوف الحزبية والأيديولوجية، وكياستها على الرغم من الضغط جعل منها الشخصية المثالية تحديدًا لتصبح البديل المثالي عن عضو مجلس الشيوخ هيرب كول».
ادّعى تومبسون خلال حملته الانتخابية أن «نهج بالدوين الذي يتجه نحو أقصى اليسار تنحو بالبلاد نحو الخطر».
كان لدى المرشحين ثلاثة أوقات لعقد جلسات للنقاش، فكانت أول جلسة في 28 سبتمبر، والثانية في 18 أكتوبر، والثالثة في 26 أكتوبر. وفقًا لملف نشاطات بالدوين الخاصة بلجنة الانتخابات الفيدرالية فقد جمعت أكثر من 12 مليون دولار، ما جعلها تتفوق على خصمها بـ5 مليون دولار.
في 6 نوفمبر من عام 2012، أصبحت بالدوين أول مرشحة مثلية الجنس تُنتخب علنًا لمجلس الشيوخ الأمريكي. بسبب خدمتها التي بلغت أربعة عشر عامًا في مجلس النواب الأمريكي، ووفقًا لشروط مجلس الشيوخ لها الأولوية بأن تصبح جزءًا من مجلس الشيوخ. شغل عضو المجلس مارك بوكان الذي سبق وخلفها في الهيئة التشريعية مكانها في الكونغرس.
برزت بالدوين في مجلة تايم عدد 19 نوفمبر من عام 2012، ونشرت في قسم الأعمال الحرفية، كتبت قولًا مقتبسًا لها من تاريخها الانتخابي «لم أٌترشح لكي أصنع التاريخ». إضافة إلى ذلك، ذُكرت في قسم آخر من المجلة بأنها الوجه الجديد في مجلس الشيوخ.

### انتخابات عام 2018
فازت بالدوين بالفترة الثانية في عام 2018 بنسبة 55.4% من مجموع الأصوات، وهزمت مرشحة الحزب الجمهوري لي فوكمير بفارق بسيط يقارب نسبة 11%.

### مهام الهيئة
- هيئة الاعتمادات (المخصصات المالية)

اللجنة الفرعية المخصصة للزراعة، والتنمية، والتطوير في الريف، وإدارة قسم الأدوية والعقاقير، والجهات الأخرى ذات الصلة
اللجنة الفرعية للدفاع
اللجنة الفرعية للأمن الداخلي
اللجنة الفرعية المسؤولة عن العمل، والصحة، والخدمات الإنسانية، والتعليم، والجهات الأخرى ذات الصلة
اللجنة الفرعية المسؤولة عن الإنشاءات العسكرية، وشؤون الجنود القدامى، والجهات الأخرى ذات الصلة
- الهيئة المخصصة للتبادل التجاري، والعلوم الطبيعية، والنقل

اللجنة الفرعية المسؤولة عن الملاحة الجوية، والأمن، والسلامة
اللجنة الفرعية المسؤولة عن التكنولوجيا، والابتكار، والإنترنت
اللجنة الفرعية المسؤولة عن المحيطات، والغلاف الجوي، ومهنة صيد الأسماك، وخفْر السواحل
اللجنة الفرعية المتعلقة بالفضاء والعلوم
اللجنة الفرعية المسؤولة عن النقل البري، والبنية الأساسية للتجارة البحرية، والأمن والسلامة
- هيئة الصحة، والتعليم، والعمل، ورواتب التقاعد

اللجنة الفرعية المعنية بتوظيف وسلامة مكان العمل
اللجنة الفرعية المسؤولة عن الصحة الأساسية والشيخوخة

## المواقف السياسية

### الأيديولوجيا
في أكتوبر من عام 2012، وصفت بالدوين نفسها بأنها تقدمية تسير على خطى روبرت م. لا فوليت. حادت بالدوين وعضو مجلس الشيوخ الأكبر في ويسكونسن السيناتور الأكبر رون جونسون بعدد الأصوات بشكل متكرر وأكثر من أي عضوين في مجلس الشيوخ مرشحين عن نفس الولاية.
عملت بالدوين في عام 2003 في اللجنة الاستشارية للأغلبية المتقدمة الخاصة، هي لجنة خاصة بالعمل السياسي التي تهتم بتقديم المرشحين المتقدمين للمناصب العامة.
بالدوين هي عضو في المؤتمرات المتقدمة للكونغرس وفي اجتماعات ما بعد المدرسة. وفقًا لاستطلاع المجلات الوطنية في عام 2011، بالدوين هي العضو الأكثر ليبرالية في المجلس. ابتداءً من عام 2012 ووفق سجل الأصوات الخاص بها اعتُبرت بالدوين الأكثر تحررًا من بين أعضاء الكونغرس.

### الزراعة
في شهر مايو من عام 2019، أرسل كل من بالدوين وثمانية من أعضاء مجلس الشيوخ الديمقراطيين خطابًا إلى وزير الزراعة الأمريكي سوني بيردو انتقدوا فيه الزراعة الأمريكية بسبب شرائهم لحم الخنزير من شركة جاي بي إس الأمريكية، بالنسبة لشركات تستلم تمويلًا «بدولار دافعي الضرائب في الولايات المتحدة» الذي وصفوه أنه «ضد تشجيع الإنتاج ومناقض له». المراد منه هو تشجيع المزارعين الذين يعانون من سياسة المتاجرة في هذه الإدارة. قدّم أعضاء مجلس الشيوخ طلبًا يخص ذلك يقولون فيه «يجب التحقق من أن عمليات شراء السلع هذه تحدث بطريقة تعود بالفائدة الأساسية على المزارع الأمريكي، ولا تصب فقط في مصلحة الشركات التجارية الأجنبية».

### مكافحة الاحتكار والمنافسة وتنظيم الشركات
في يونيو من عام 2019، وقعت بالدوين وستة أعضاء ديمقراطيين تترأسهم إيمي كلوبوتشار خطابًا إلى وزارة العدل ولجنة التجارة الفيدرالية ذكروا فيه أن العديد من أفراد «وزارة العدل ولجنة التجارة الفيدرالية قد استُدعوا للتحقيق في ما يخص منافسة الأسواق، لا سيما بعد تنفيذ العديد من الإجراءات من قِبل المنافسين الأجانب ضد هذه الشركات نفسها» فضلًا عن مطالبتهم بالحصول على تأكيد أن كل وكالة قد فتحت تحقيقًا بخصوص هذه الشركات المنافسة، ويجب على كل وكالة أن تعلن نتيجة أي من هذه التحقيقات فور حصولها عليه.